# Шамба, Любовь Кучовна
Любовь Кучовна Шамба (1925, с. Абгархук, ССР Абхазия, СССР — ?) — звеньевая колхоза имени Ворошилова Гудаутского района Абхазской АССР (Грузинская ССР), Герой Социалистического Труда (1948).

## Биография
Родилась в 1925 году в селе Абгархук Абхазской АССР (ныне — Гудаутский район Абхазии) в крестьянской семье. По национальности абхазка.
Окончив семилетнюю Гудаутскую среднюю школу, в 1939 году стала работать в полеводческой бригаде колхоза имени Ворошилова (центральная усадьба — село Абгархук) Гудаутского района Абхазской АССР. В 1942 году перешла на работу в отделение связи города Сухуми. В 1944 году возвратилась в родное село, продолжила работать в полеводческой бригаде, а после окончания Великой Отечественной войны стала звеньевой комсомольско-молодёжного звена, которое по итогам 1947 года собрало урожай кукурузы 74,49 центнеров с гектара на участке в 3 гектара.
Указом Президиума Верховного Совета СССР от 21 февраля 1948 года «за получение высоких урожаев кукурузы и пшеницы в 1947 году» Шамба Любовь Кучовна удостоена звания Героя Социалистического Труда с вручением ордена Ленина и золотой медали «Серп и Молот» (этим же указом звание Героя было присвоено её бригадиру 3. X. Багателия и председателю колхоза имени Ворошилова А. М. Ханагуа).
В последующие годы возглавляемое ей звено стабильно собирало высокие урожаи кукурузы и чайного листа.
Избиралась депутатом Верховного Совета Грузинской ССР 4-го созыва (1955—1959).
Жила в родном селе Абгархук, дальнейшая судьба неизвестна.
Награждена орденом Ленина (21.02.1948), медалями, в том числе «За оборону Кавказа» (01.05.1944).